# Малый земляной вьюрок
Малый земляной вьюрок (лат. Geospiza fuliginosa) — певчая птица из семейства танагровых. Подвидов не выделяют. Эндемик Галапагосских островов.

## Описание
Малый земляной вьюрок является самым мелким представителем рода земляных вьюрков, длина взрослой особи составляет 10—10,5 см, а масса 12—17 г. Клюв короткий и заострённый, с верхней стороны слегка изогнут. Самцы имеют чёрное оперение и белый кончик хвоста, у самки коричневое оперение. У популяций, обитающих в горной местности, клюв крупный и более острый, ноги короткие, по сравнению с обитающими на равнинных местностях.

## Распространение
Малый земляной вьюрок является эндемиком Галапагосских островов.

## Биология
Он встречается почти на всех островах архипелага, за исключением Хеновеса, Вольфа и Кулпеппера. Наиболее распространён в засушливых прибрежных территориях, лесных массивах, кустарниках, хотя после сезона размножения часто обитает в высокогорье. В рацион питания входят мелкие семена, почки, цветки и листья. Помимо этого, малый земляной вьюрок образует симбиотические отношения с галапагосской черепахой, галапагосским конолофом и морской игуаной, поедая с их шкур паразитов.
Гнездовым паразитом малого земляного вьюрка являются личинки двукрылых Philornis downsi. Личинки первого возраста живут в носовых пазухах и перьях птенцов. Повреждение клюва может быть заметно и у взрослых птиц. Взрослые личинки (второго и третьего возраста) живут в гнезде, питаются кровью птенцов. Смертность птенцов от них в отдельные годы может достигать 100 %.

Повреждение личинками Philornis downsi клюва малого земляного вьюрка
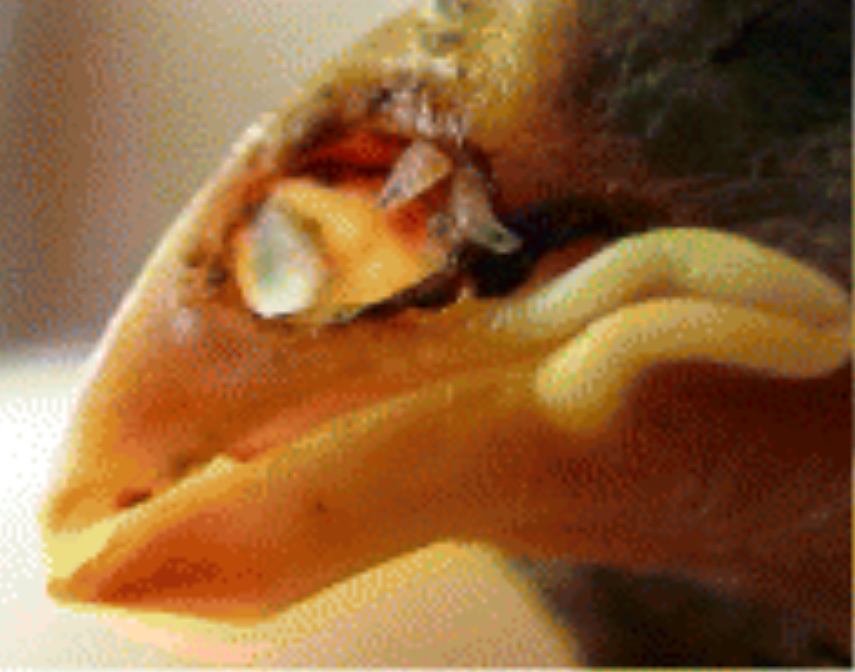
Гнездовой птенец
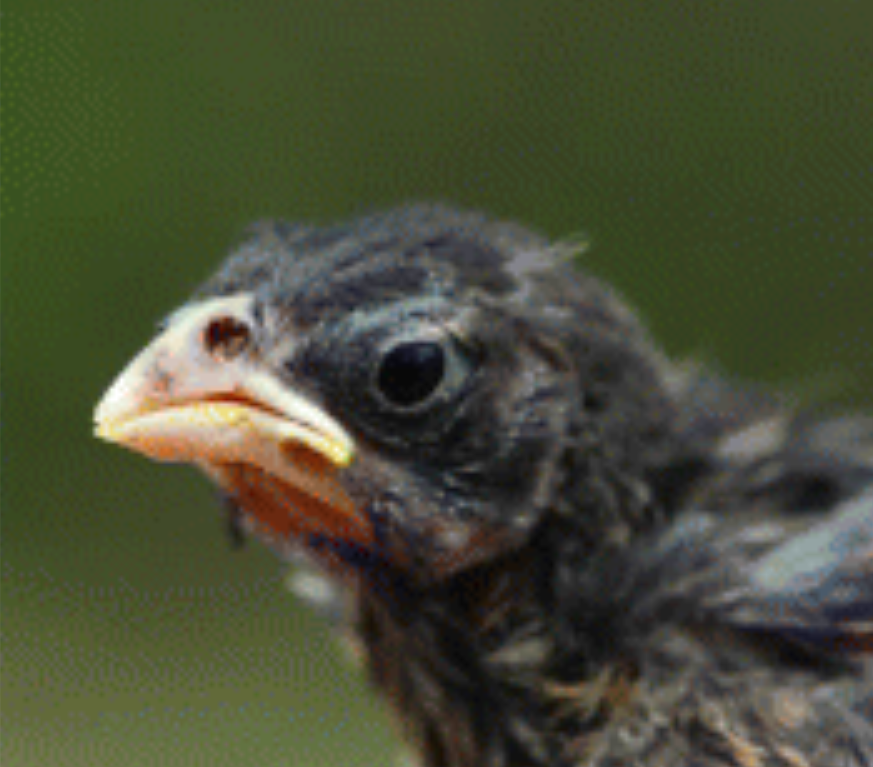
Слёток
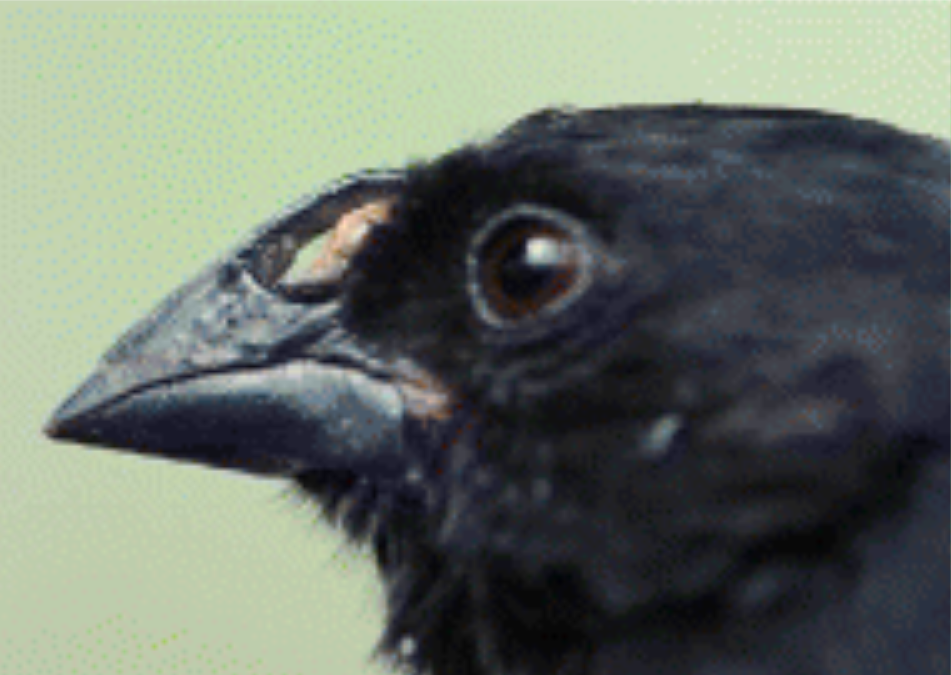
Взрослая птица